# LinkOptimizer
LinkOptimizer è il nome dato a una complessa e nel tempo mutevole infezione che colpiva i computer con installati sistemi operativi di marca Microsoft e che si diffuse in Italia a partire dalla primavera del 2006. Il nome deriva dal nome di un file di una delle primissime varianti dell'infezione. Fu una delle prime infezioni su larga scala a fare uso di tecnologia rootkit per celare la propria presenza nel sistema operativo e renderne quindi più difficile il relativo processo di rimozione. L'infezione perdurò per oltre un anno, durante il quale cambiò radicalmente metodi di infezione, server di distribuzione dei malware, e venne inoltre col passare del tempo aggiornata al fine di impedire al fruitore del pc infetto di accedere a siti internet e servizi contenenti informazioni utili alla rimozione del LinkOptimizer.
Alquanto singolare è il fatto che le pagine "civetta", cioè le pagine contenenti il codice necessario a dare inizio al processo di infezione, erano programmate per sfruttare più debolezze del sistema operativo, e avevano al suo interno parametri per assicurarsi che l'infezione colpisse solo pc con indirizzo IP proveniente dall'Italia, unico paese realmente colpito da questa vera e propria epidemia.
Il LinkOptimizer è altrettanto noto col nome di Gromozon, derivante dal primo server di distribuzione del malware, www.gromozon.com, oramai inattivo.